# 多来加湾
多来加湾（たらいかわん、ロシア語: Залив Терпения、英語: Gulf of Patience）は、樺太南部に位置し、オホーツク海に面している湾。東の北知床岬から西の元泊郡知取町を結ぶ線より北側の海域を指す。湾岸で大きな都市にはポロナイスク市があり、日本統治時代の敷香町に当たる。
ロシア名はテルペニア湾（Залив Терпения）で、英語ではペイシェンス湾（英語: Gulf of Patience）である。
また、湾岸西部を樺太東線（旧樺太庁鉄道東海岸線）が走っている。